# Stefan Leupertz
Stefan Leupertz (* 21. März 1961 in Kleve) ist ein deutscher Jurist und ehemaliger Richter am Bundesgerichtshof.

## Leben
Nach einem Studium der Rechtswissenschaft in Bonn legte Leupertz 1987 das erste und 1990 das zweite juristische Staatsexamen ab. Das Referendariat in Köln und Bonn schloss sich an.
Im Jahr 1990 wurde Stefan Leupertz Richter an verschiedenen Gerichten in Nordrhein-Westfalen, zunächst am Landgericht Kleve, später bei mehreren Amtsgerichten. Zehn Jahre später wurde er Richter am Oberlandesgericht Düsseldorf. Im Jahr 2008 wurde er zum Richter am Bundesgerichtshof ernannt. Dort war er im VII. Zivilsenat vorwiegend mit dem privaten Baurecht, dem Werkvertragsrecht und dem Architektenrecht befasst. 
Seit 2005 ist Leupertz zudem Lehrbeauftragter für Bauvertragsrecht an der Technischen Universität Dortmund, seit 2005 auch an der Philipps-Universität Marburg. 
Er ist Mitherausgeber der Zeitschrift Baurecht. Seit 2003 ist Leupertz außerdem Mitglied im Schiedsgericht für Privates Baurecht Deutschland. Im Mai 2012 wurde er zum Vorsitzenden des Deutschen Baugerichtstags gewählt.
Stefan Leupertz ist auf seinen Antrag hin mit Ablauf des Jahres 2012 aus dem Richterdienst ausgeschieden.
Leupertz lebt in Kleve. Er ist verheiratet und hat drei Kinder.

## Auszeichnungen
- Honorarprofessur der Technischen Universität Dortmund, 2007

## Schriften (Auswahl)
- Zusammen mit Dieter Merkens: Handbuch Bauprozess. Deutscher Anwaltverlag. Bonn. 2004. ISBN 3-8240-0625-1
- Als Herausgeber: Der Bausachverständige vor Gericht. Praxisleitfaden. Bundesanzeiger-Verlag. Köln. 2007. ISBN 978-3-89817-570-8 und: ISBN 3-89817-570-7 sowie: Fraunhofer-IRB-Verlag. Stuttgart. 2007. ISBN 978-3-8167-7371-9
- Grundfragen der Vergütung. In: Burkhard Messerschmidt (Herausgeber): Privates Baurecht. C. H. Beck Verlag. München. 2. Auflage. 2012. ISBN 978-3-406-62654-8